# Hotton
Hotton är en kommun i Belgien.   Den ligger i provinsen Luxemburg och regionen Vallonien, i den sydöstra delen av landet, 100 km sydost om huvudstaden Bryssel. Antalet invånare är 5 527. Hotton gränsar till Durbuy, Érezée, Rendeux, Marche-en-Famenne och Somme-Leuze. 
I omgivningarna runt Hotton växer i huvudsak blandskog. Runt Hotton är det ganska tätbefolkat, med 90 invånare per kvadratkilometer.